# 墨江百合
墨江百合（学名：Lilium henricii）为百合科百合属下的一个种。

## 扩展阅读
- 維基物種上的相關：墨江百合